# Tunnel de Giessbach
Le tunnel de Giessbach (en allemand Giessbachtunnel) est un tunnel autoroutier à un tube parcourue par l'autoroute A8 et situé dans le canton de Berne en Suisse. Avec le tunnel de Chüebalm, il relie Iseltwald à Brienz en langeant le lac de Brienz. D'une longueur de 3 340 mètres, il est ouvert à la circulation depuis 1988.

## Historique
Le tunnel a été achevé en 1988. Parallèlement au tube principal, un tunnel de sécurité a été achevé en 2016. La rénovation du tunnel est mis en œuvre de 2017 à 2021.